# Oficina del Parlament Europeu a Barcelona
L'Oficina del Parlament Europeu a Barcelona és una de les 32 oficines d’enllaç del Parlament Europeu responsables de l’execució a nivell local de les activitats de comunicació institucional, amb l’objectiu de garantir que els ciutadans s'apropin a aquesta institució i participin en el procés democràtic europeu. Actualment, el Parlament Europeu compta amb oficines d’enllaç a les capitals dels 27 estats membres i a ciutats dels cinc països amb major població: Barcelona, Munic, Milà, Marsella i Breslau; a més de dues fora de la UE (Londres i Washington).
Les oficines d’enllaç depenen de la Direcció General de Comunicació (DG COMM), que té com a objectiu comunicar la naturalesa política del Parlament Europeu i la tasca que desenvolupen els seus membres.

## Història

### Les oficines d'enllaç del Parlament Europeu
El 1998, la Mesa del Parlament Europeu va aprovar la decisió de crear quatre oficines regionals a les ciutats més rellevants i poblades en els quatre estats amb major població: Barcelona, Marsella, Milà i Edimburg; seguint l’exemple de les vuit oficines regionals que ja existien de la Comissió Europea (Barcelona, des de 1991; Belfast; Berlín; Cardiff; Edimburg; Marsella; Milà i Munic).

### Inauguració
L’Oficina va obrir l’octubre de 1998 a l'Edifici Banc Atlàntic de l'avinguda Diagonal i va ser inaugurada el 25 de març de 1999 amb la participació del que en aquell moment era president del Parlament Europeu, José María Gil-Robles. Al març de 2002 es va traslladar la seva seu conjuntament amb la Representació de la Comissió Europea a Barcelona a la seva ubicació actual, a Passeig de Gràcia 90, davant la Pedrera, en un acte inaugural que va comptar amb la participació del President del Parlament Europeu Pat Cox, el president de la Comissió Europea Romano Prodi, el president de la Generalitat de Catalunya Jordi Pujol, el president del Parlament de Catalunya Joan Rigol, el ministre d’Afers Estrangers Josep Piqué i l’alcalde de Barcelona, Joan Clos.

### Missió

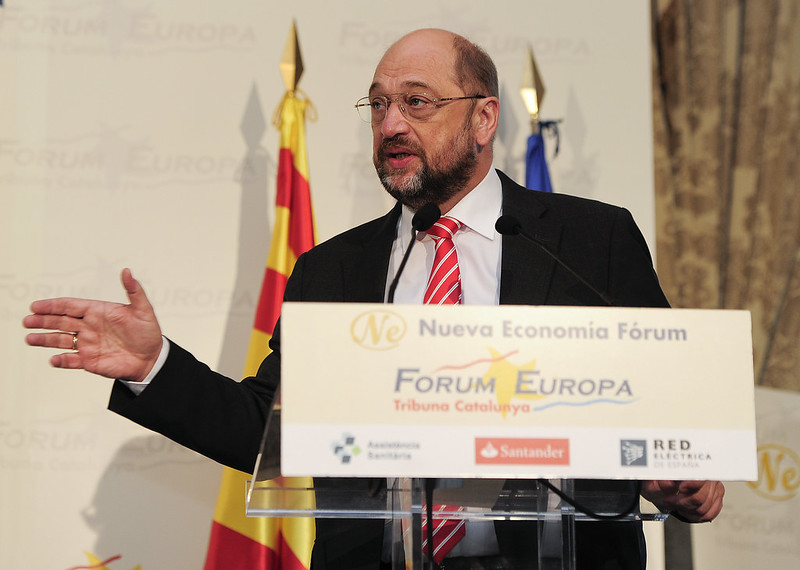
Visita del president del Parlament Europeu, Martin Schulz, a Barcelona el dijous 31 d'octubre de 2013.

La missió de l'Oficina del Parlament Europeu a Barcelona és difondre l'activitat de l'Eurocambra al territori, amb especial èmfasi a les sessions plenàries i l'activitat legislativa de la institució. L'Oficina a Barcelona promou actes impulsats amb associacions i organitzacions i té a disposició del públic nombroses publicacions i materials informatius sobre el Parlament i la Unió Europea.
Al llarg dels anys ha organitzat presentacions, seminaris i debats sobre polítiques públiques europees amb la participació d’eurodiputats a la seva sala d'actes, l'Aula Europa. 

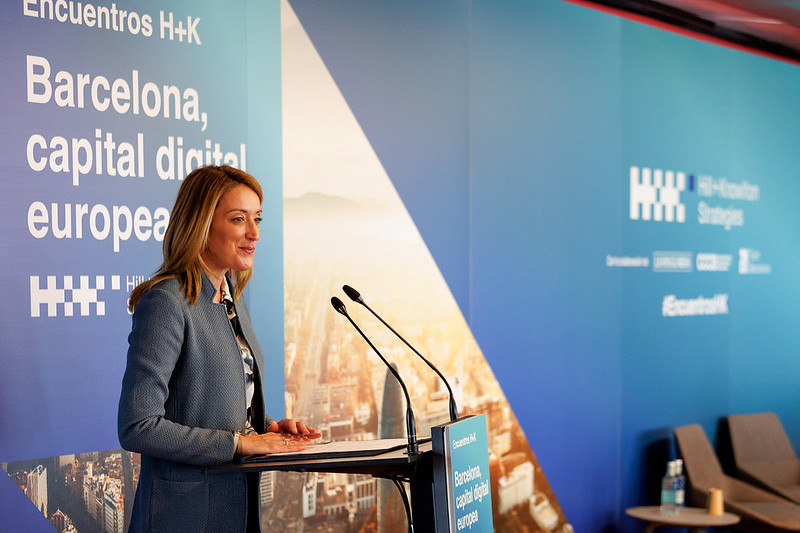
Visita de la presidenta Roberta Metsola a Barcelona el 18 de novembre de 2022 en el marc de les II trobades H+K ‘Barcelona, capital digital europea’ al Centre de Cultura Contemporània de Barcelona (CCCB).

L’Oficina del Parlament Europeu a Barcelona va estrenar pàgina web el 5 de desembre de 2008. La presentació va comptar amb la participació d'Aleix Vidal-Quadras (PPE), llavors vicepresident del Parlament Europeu, i els eurodiputats Raimon Obiols (S&D), Maria Badia (S&D), Martí Grau (S&D), Ignasi Guardans (ALDE) i Raül Romeva (Verds/ALE). El contingut de la web està disponible en català i castellà. Poc després obriria perfils propis a diverses xarxes socials.

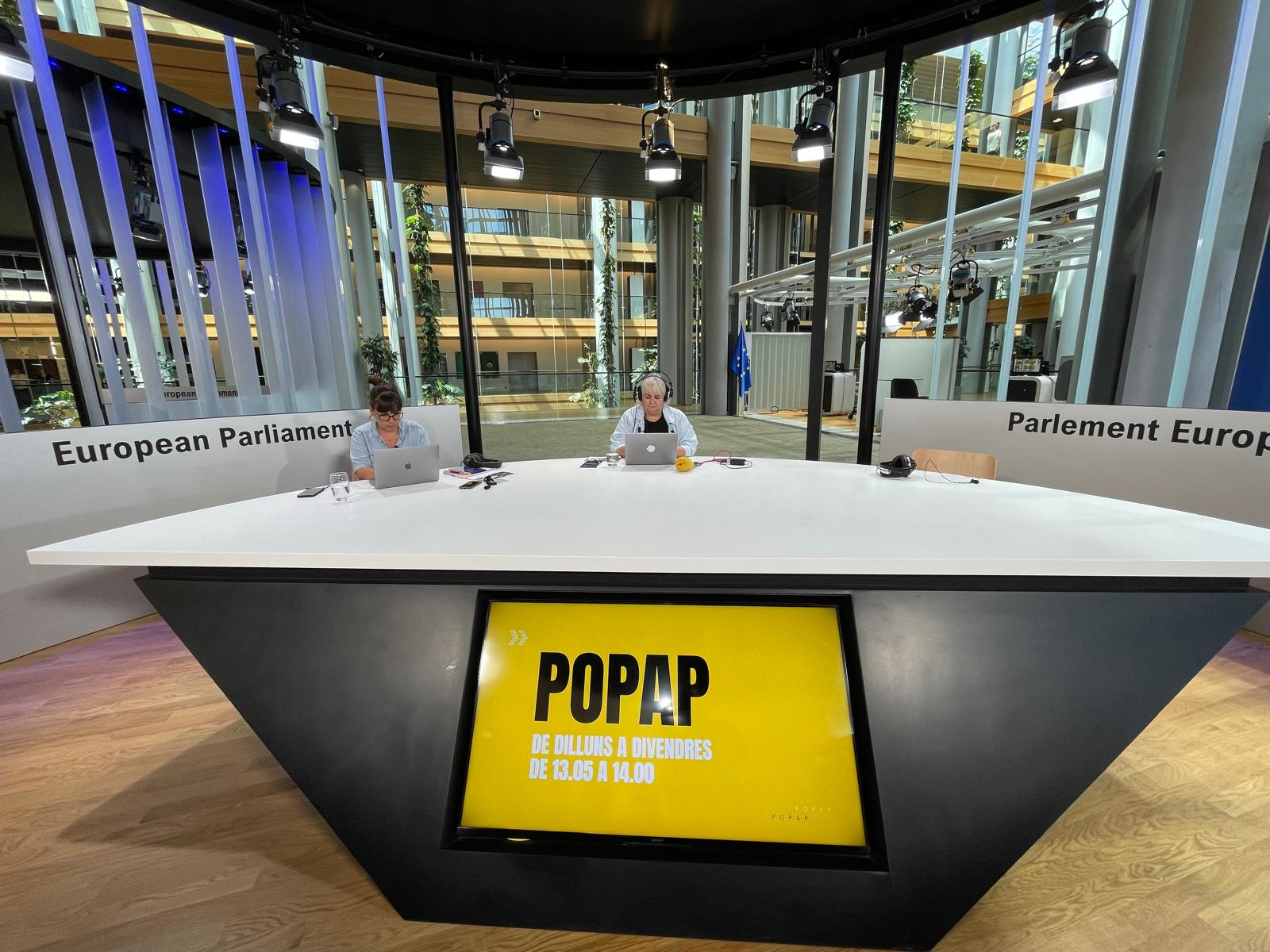
Emissió del programa Popap de Catalunya Ràdio des dels estudis del Parlament Europeu a Estrasburg, durant la sessió plenària del juny del 2023.

L’Oficina també dona suport a les visites de les presidències del Parlament Europeu: José María Gil-Robles, Pat Cox, Josep Borrell, Hans-Gert Pöttering, Martin Schulz i Roberta Metsola han portat a terme visites oficials a Barcelona durant els respectius mandats. Així mateix, l'Oficina assisteix les visites de delegacions de comissions parlamentàries. El desembre del 2023, una delegació de diputats de la comissió de Peticions va ser a Barcelona per estudiar la immersió lingüística a Catalunya; el maig del 2025, una comitiva de diputats de la comissió especial sobre Crisi de l’Habitatge va viatjar a Barcelona i Badalona per analitzar la problemàtica de l’habitatge amb reunions amb institucions, organitzacions socials, actors econòmics, experts i investigadors.
Amb motiu de la celebració de les eleccions europees cada cinc anys, l'Oficina implementa la campanya informativa de la institució i organitza esdeveniments públics com ara nits electorals per al seguiment de l'escrutini dels resultats. Amb motiu de les eleccions europees del 2024, l'Oficina i el Centre d'Estudis d'Opinió van publicar l'1 de març del 2024 per primer cop una enquesta amb la voluntat de copsar l’estat de l’opinió pública catalana vers la UE, les seves institucions i, en particular, el Parlament Europeu.
L'Oficina és també el punt de contacte de la institució amb els mitjans de comunicació a través de la difusió de comunicats, l'organització de rodes de premsa i sessions informatives, la gestió d'entrevistes amb eurodiputats i càrrecs institucionals, i el suport a la gravació i emissió de programes de ràdio i televisió des dels estudis audiovisuals del Parlament Europeu a les seves seus de Brussel·les i Estrasburg durant les sessions plenàries. A més, l'Oficina edita i publica periòdicament una guia per a periodistes amb informació i recursos d'utilitat per facilitar la tasca informativa dels professionals dels mitjans de comunicació.

### Activitats

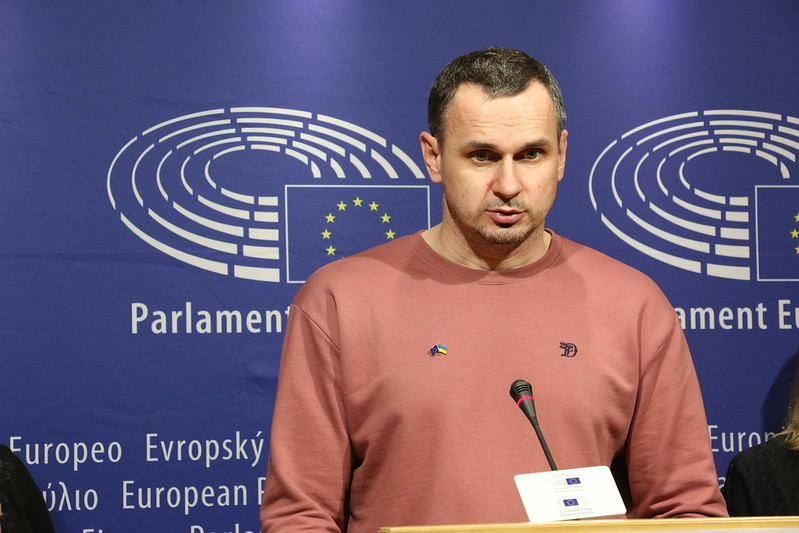
Visita a Barcelona del cineasta ucraïnès Oleg Sentsov, guardonat el 2018 amb el Premi Sàkharov a la Llibertat de Consciència del Parlament Europeu

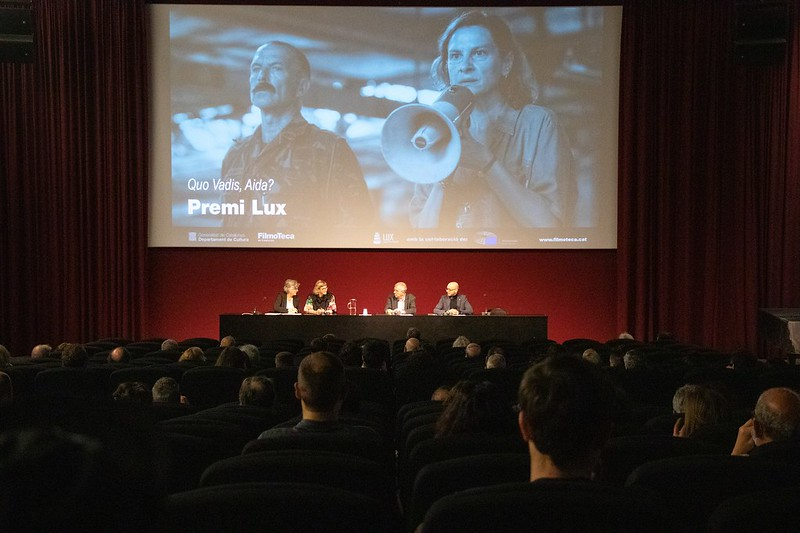
Visita a Barcelona de la directora de la pel·lícula "Quo vadis, Aida?", Jasmila Žbanić, guanyadora del Premi LUX del Públic

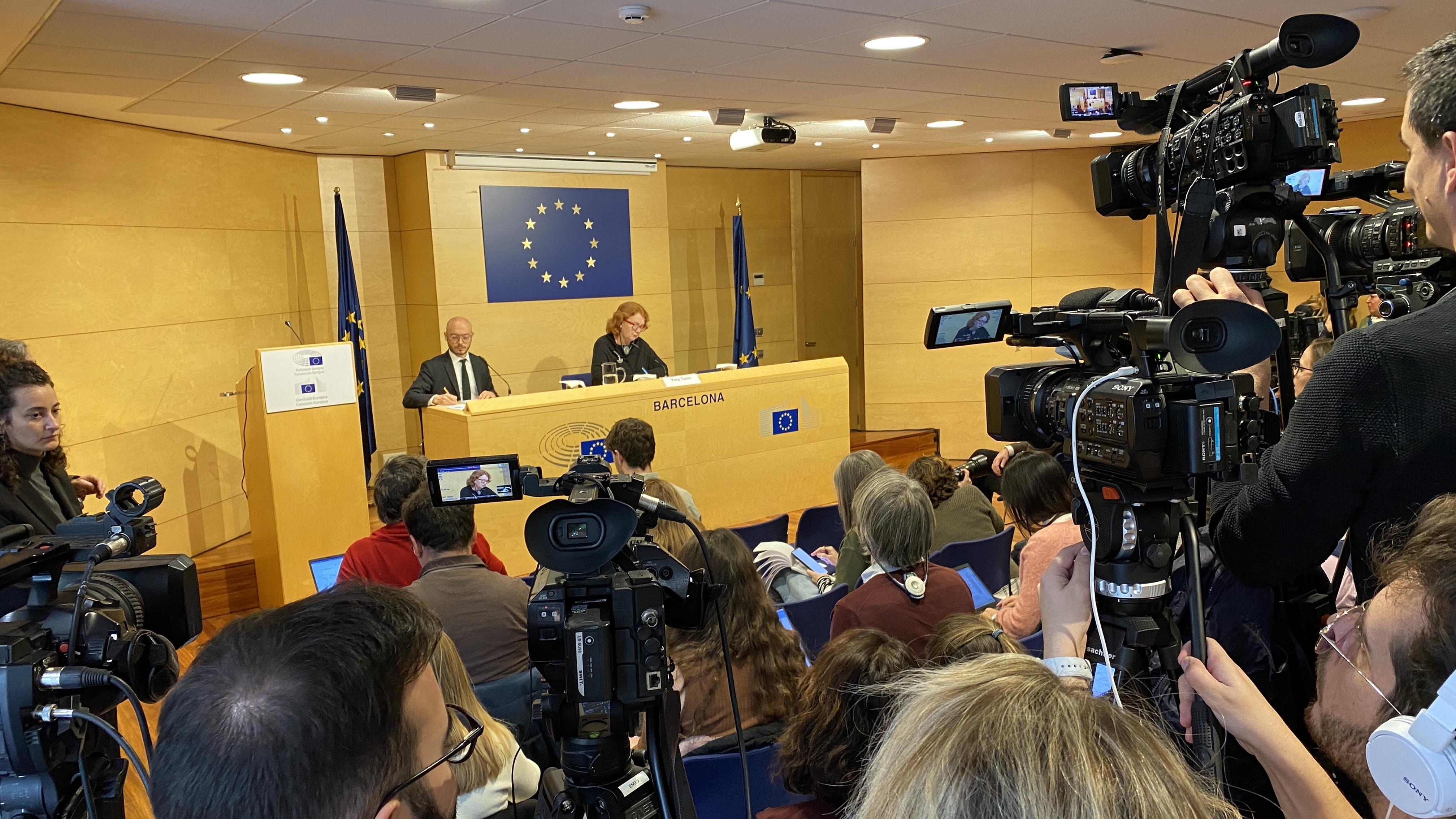
Roda de premsa de Jana Toom, presidenta de la delegació de la comissió de Peticions, a l'Oficina del Parlament Europeu a Barcelona

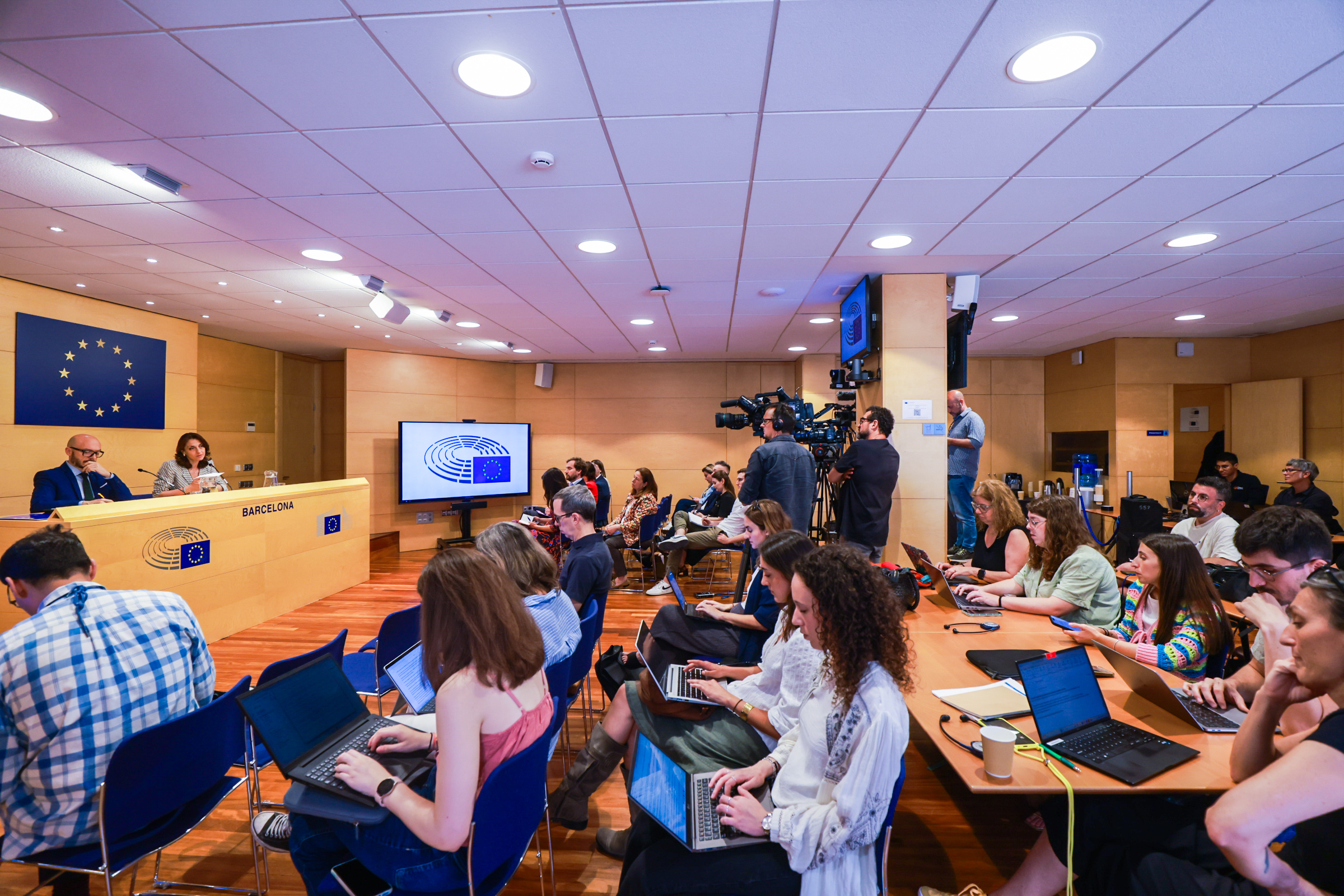
Roda de premsa d'Irene Tinagli, presidenta de la comissió especial sobre la Crisi de l'Habitatge, a l'Oficina del Parlament Europeu a Barcelona

L'Oficina executa diversos programes i accions de comunicació, entre les quals destaquen les vinculades a les eleccions al Parlament Europeu, els actes relacionats amb visites oficials, el programa d'Escoles Ambaixadores del Parlament Europeu, la projecció dels films finalistes del Premi del Públic LUX de cinema o les visites a Barcelona dels guardonats del Premi Sàkharov, entre d'altres.
En l'àmbit educatiu, l'Oficina coordina el programa Escoles Ambaixadores del Parlament Europeu, una iniciativa adreçada a centres de secundària i batxillerat amb l'objectiu d’apropar el funcionament legislatiu i polític de la Unió Europea als joves. Els centres participants hi dediquen més d’una hora setmanal a l’ensenyament de matèries europees i a l’organització d’activitats relacionades amb la ciutadania europea. Des del 2023, l’Oficina organitza anualment al voltant del 9 de maig la celebració del Dia d’Europa amb els centres participants del programa d’arreu de Catalunya.
A més, l’Oficina promou recursos com el Joc de rols del Parlament Europeu que permet als estudiants experimentar de manera pràctica la presa de decisions dins del Parlament i entendre millor la democràcia parlamentària europea a través d’una simulació.
Diversos guardonats amb el Premi Sàkharov han estat a Barcelona convidats per l’Oficina per explicar les seves lluites: Oleg Orlov, president de Memorial, i Tatiana Kassàtkina, directora executiva del Centre de Drets Humans Memorial, l’any 2009; l’ex alcalde de Caracas Antonio Ledezma, l’any 2018; el cineasta Oleg Sentsov, qui l’any 2019 va participar del Festival de Cine i Drets Humans de Barcelona amb la projecció del documental “The Trial: The State of Russia vs Oleg Sentsov”; o el portaveu del Moviment de Resistència Civil del Llaç Groc, Yaroslav Bozhko, l'any 2023.

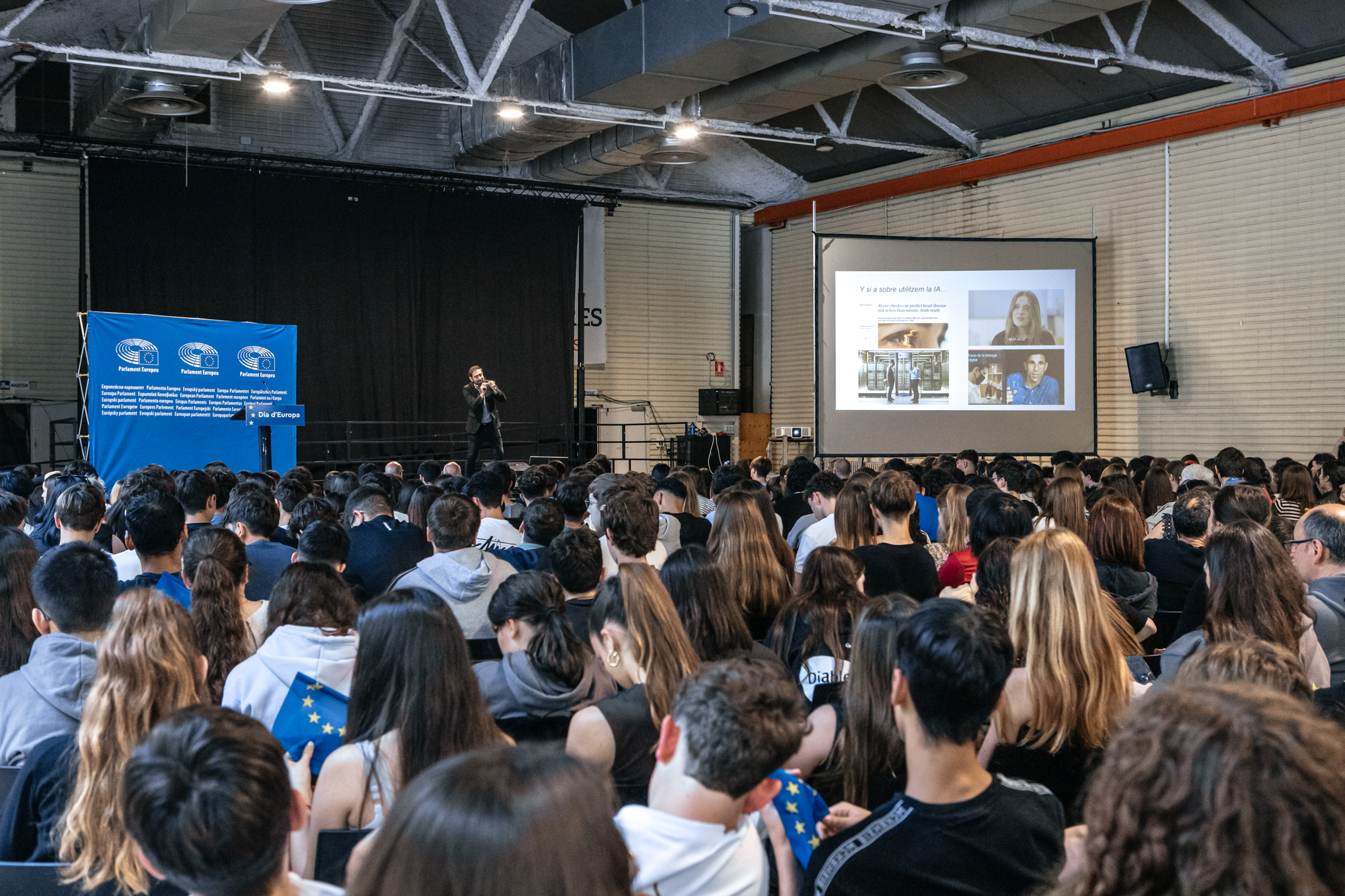
Celebració conjunta del Dia d'Europa del 2025 amb els centres del programa d'Escoles Ambaixadores del Parlament Europeu al centre cívic Cotxeres de Sants.

L’Oficina a Barcelona, en col·laboració amb la Filmoteca de Catalunya, organitza des de 2012 cicles perquè el públic pugui veure gratuïtament i votar les pel·lícules del Premi LUX del Parlament Europeu, així com també conèixer alguns dels directors dels llargmetratges. El 2024 la cineasta basca Estibaliz Urresola Solaguren va presentar"20.000 especies de abejas", el 2023 la cineasta catalana Carla Simón va presentar “Alcarràs”, el 2022 la cineasta bosniana Jasmila Žbanić va presentar “Quo Vadis, Aida?”; el 2019 Teona Strugar Mitevska va presentar “Dios existe, su nombre es Petrunya”; el 2012 Miguel Gomes va presentar “Tabu”; i el 2012 Robert Guédiguian va presentar “Les neiges du Kilimandjaro”.
L’Oficina també ha impulsat, conjuntament amb l’Observatori Europeu de Memòries de la Fundació Solidaritat de la Universitat de Barcelona (EUROM), l’exposició Dones Pioneres de la Unió Europea, la qual ret homenatge a deu dones que van tenir un paper clau en la construcció del projecte europeu i que sovint han estat oblidades en el relat oficial, amb l’objectiu de promoure una mirada més inclusiva i diversa de la història de la Unió. L’exposició, itinerant, ha es va inaugurar amb motiu del Dia d’Europa l’any 2023 a l’Edifici Històric de la Universitat de Barcelona i s’ha exhibit, entre d’altres, al Parlament de Catalunya, a l’espai La CIBA de Santa Coloma de Gramenet i en ajuntaments i centres universitaris d’arreu de Catalunya.

Des del 2021, l'Oficina del Parlament Europeu a Barcelona coorganitza conjuntament amb el Centre d'Estudis i Documentació Internacionals a Barcelona (CIDOB) i la Representació de la Comissió Europea a Barcelona el Curs d'estiu Sofia Corradi sobre la Unió Europea, el qual ha compta amb eurodiputats i experts del Parlament Europeu entre els ponents. L'objectiu del curs, que es porta a terme en tres dies consecutius a l'inici de l'estiu, és el d'oferir als participants una perspectiva completa dels debats i els reptes de la Unió Europea a curt, mig i llarg termini, i dotar-los d’eines perquè puguin analitzar i comprendre la realitat europea i prendre-hi partit de forma activa.

### 25è aniversari

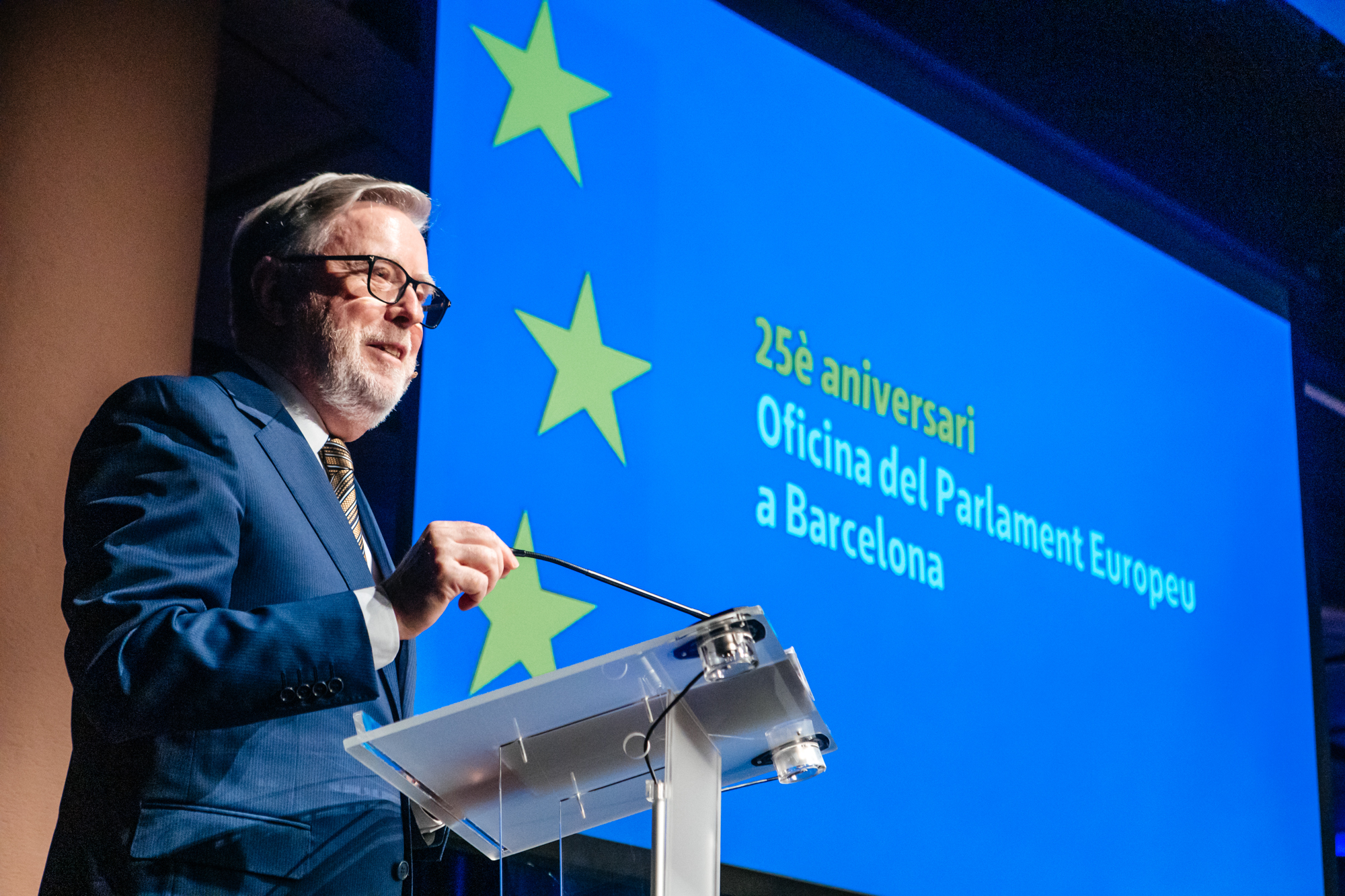
25è aniversari de l'Oficina del Parlament Europeu a Barcelona

El 21 de març de 2024 es van complir 25 anys des de la inauguració de l’Oficina del Parlament Europeu a Barcelona. Per celebrar aquest aniversari, l’Oficina va organitzar un acte de commemoració a l'auditori de La Pedrera, amb la participació de l'expresident del Parlament Europeu Pat Cox.

## Reconeixements

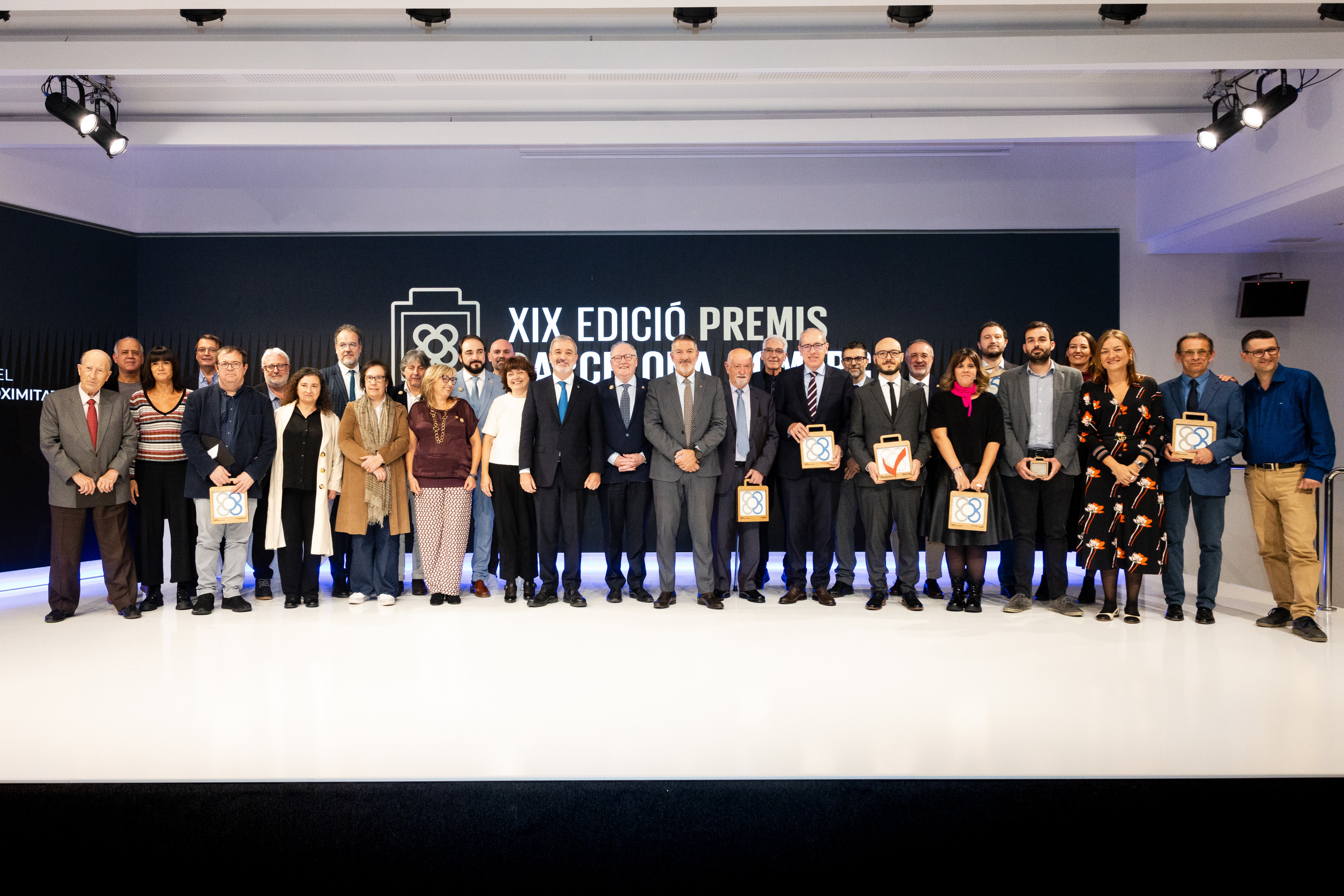
Fotografia de grup d'autoritats i premiats en l'acte d'entrega de guardons de la XIX edició dels Premis de la Fundació Barcelona Comerç

L'Oficina va rebre el 12 de novembre de 2024 el Premi Barcelona al Compromís Europeu amb el Comerç en la XIX edició dels guardons. Instaurats l'any 2004 per la Fundació Barcelona Comerç, aquests premis reconeixen el compromís amb el comerç de proximitat. L'Oficina del Parlament Europeu a Barcelona va ser reconeguda pel seu suport a la proposta de creació d'una Capital Europea del Comerç de Proximitat.